# Блињи ле Бон
Блињи ле Бон (фр. Bligny-lès-Beaune) насеље је и општина у источном делу централне Француске у региону Бургоња, у департману Златна обала која припада префектури Бон.
По подацима из 2002. године у општини је живело 1203 становника, а густина насељености је износила 160 становника/km². Општина се простире на површини од 7,3 km². Налази се на средњој надморској висини од 217 метара (максималној 225 m, а минималној 199 m).

## Демографија
| 1962. | 1968. | 1975. | 1982. | 1990. | 1999. | 2011. |
| ----- | ----- | ----- | ----- | ----- | ----- | ----- |
| 520   | 552   | 695   | 948   | 1.076 | 1.170 | 1.231 |

График промене броја становника у току последњих година